# Stazione di Barletta Centrale
Stazione di Barletta Centrale vasútállomás Olaszországban, Puglia régióban, Barletta településen.

## Vasútvonalak
Az állomást az alábbi vasútvonalak érintik:
- Bari–Barletta-vasútvonal

## Kapcsolódó állomások
A vasútállomáshoz az alábbi állomások vannak a legközelebb: 
- Stazione di Barletta Scalo